# Couy
Couy est une commune française, située dans le département du Cher en région Centre-Val de Loire. Ses habitants ont pour gentilé Coiatiens (au féminin : Coiatiennes).

## Géographie

### Climat
Pour des articles plus généraux, voir Climat du Centre-Val de Loire et Climat du Cher.
En 2010, le climat de la commune est de type climat océanique dégradé des plaines du Centre et du Nord, selon une étude du CNRS s'appuyant sur une série de données couvrant la période 1971-2000. En 2020, Météo-France publie une typologie des climats de la France métropolitaine dans laquelle la commune est exposée à un climat océanique altéré et est dans la région climatique  Centre et contreforts nord du Massif Central, caractérisée par un air sec en été et un bon ensoleillement. 
Pour la période 1971-2000, la température annuelle moyenne est de 11,2 °C, avec une amplitude thermique annuelle de 16,3 °C. Le cumul annuel moyen de précipitations est de 764 mm, avec 11,1 jours de précipitations en janvier et 8 jours en juillet. Pour la période 1991-2020, la température moyenne annuelle observée sur la station météorologique la plus proche, située sur la commune d'Étréchy à 9 km à vol d'oiseau, est de 11,5 °C et le cumul annuel moyen de précipitations est de 794,9 mm,. Pour l'avenir, les paramètres climatiques de la commune estimés pour 2050 selon différents scénarios d'émission de gaz à effet de serre sont consultables sur un site dédié publié par Météo-France en novembre 2022.

## Urbanisme

### Typologie
Au 1er janvier 2024, Couy est catégorisée commune rurale à habitat dispersé, selon la nouvelle grille communale de densité à 7 niveaux définie par l'Insee en 2022.
Elle est située hors unité urbaine et hors attraction des villes,.

### Occupation des sols
L'occupation des sols de la commune, telle qu'elle ressort de la base de données européenne d’occupation biophysique des sols Corine Land Cover (CLC), est marquée par l'importance des territoires agricoles (99 % en 2018), une proportion identique à celle de 1990 (99 %). La répartition détaillée en 2018 est la suivante : 
terres arables (68,6 %), prairies (23,7 %), zones agricoles hétérogènes (6,7 %), forêts (1 %).
L'évolution de l’occupation des sols de la commune et de ses infrastructures peut être observée sur les différentes représentations cartographiques du territoire : la carte de Cassini (XVIIIe siècle), la carte d'état-major (1820-1866) et les cartes ou photos aériennes de l'IGN pour la période actuelle (1950 à aujourd'hui).

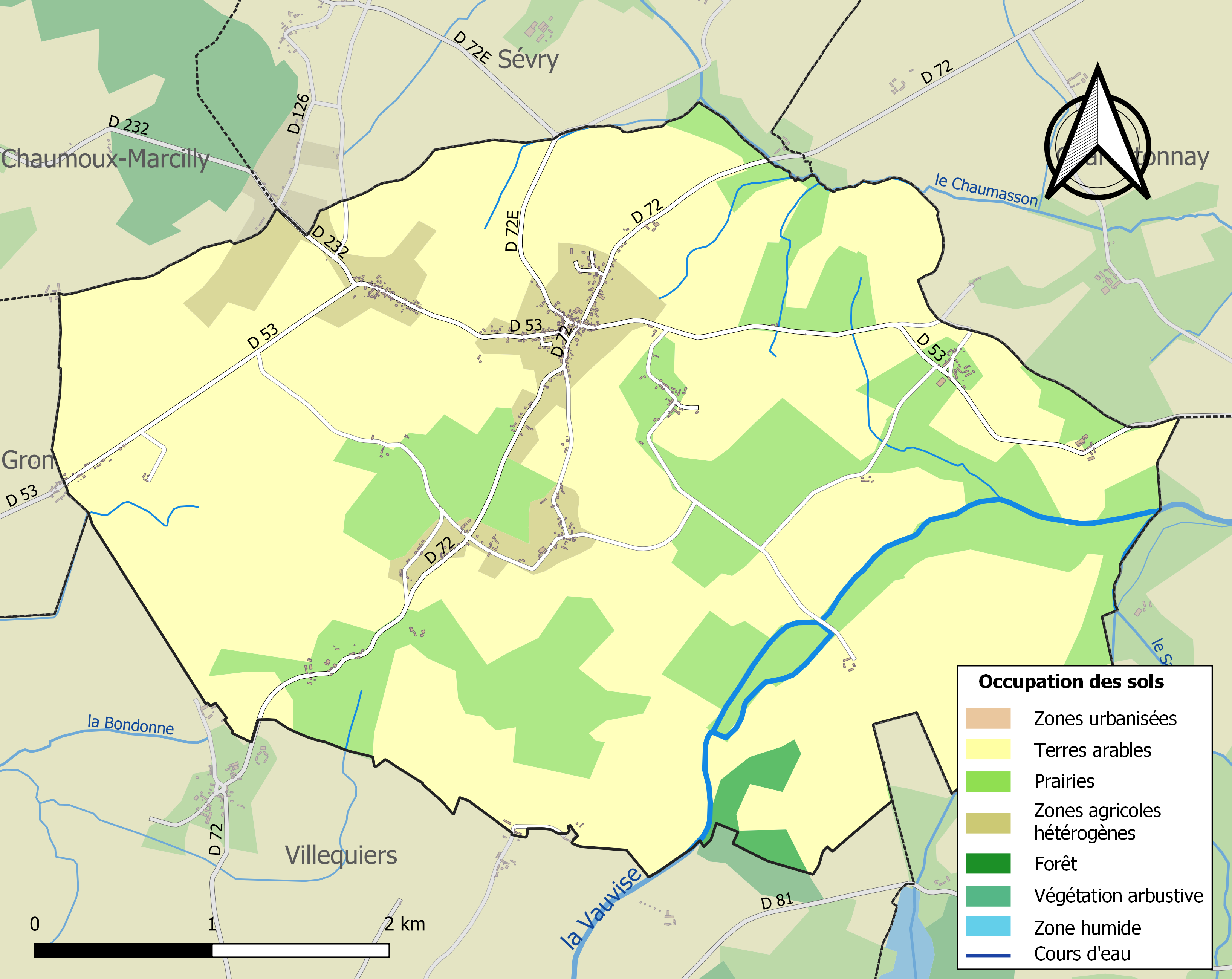
Carte des infrastructures et de l'occupation des sols de la commune en 2018 (CLC).

### Risques majeurs
Le territoire de la commune de Couy est vulnérable à différents aléas naturels : météorologiques (tempête, orage, neige, grand froid, canicule ou sécheresse), mouvements de terrains et séisme (sismicité faible). Un site publié par le BRGM permet d'évaluer simplement et rapidement les risques d'un bien localisé soit par son adresse soit par le numéro de sa parcelle.

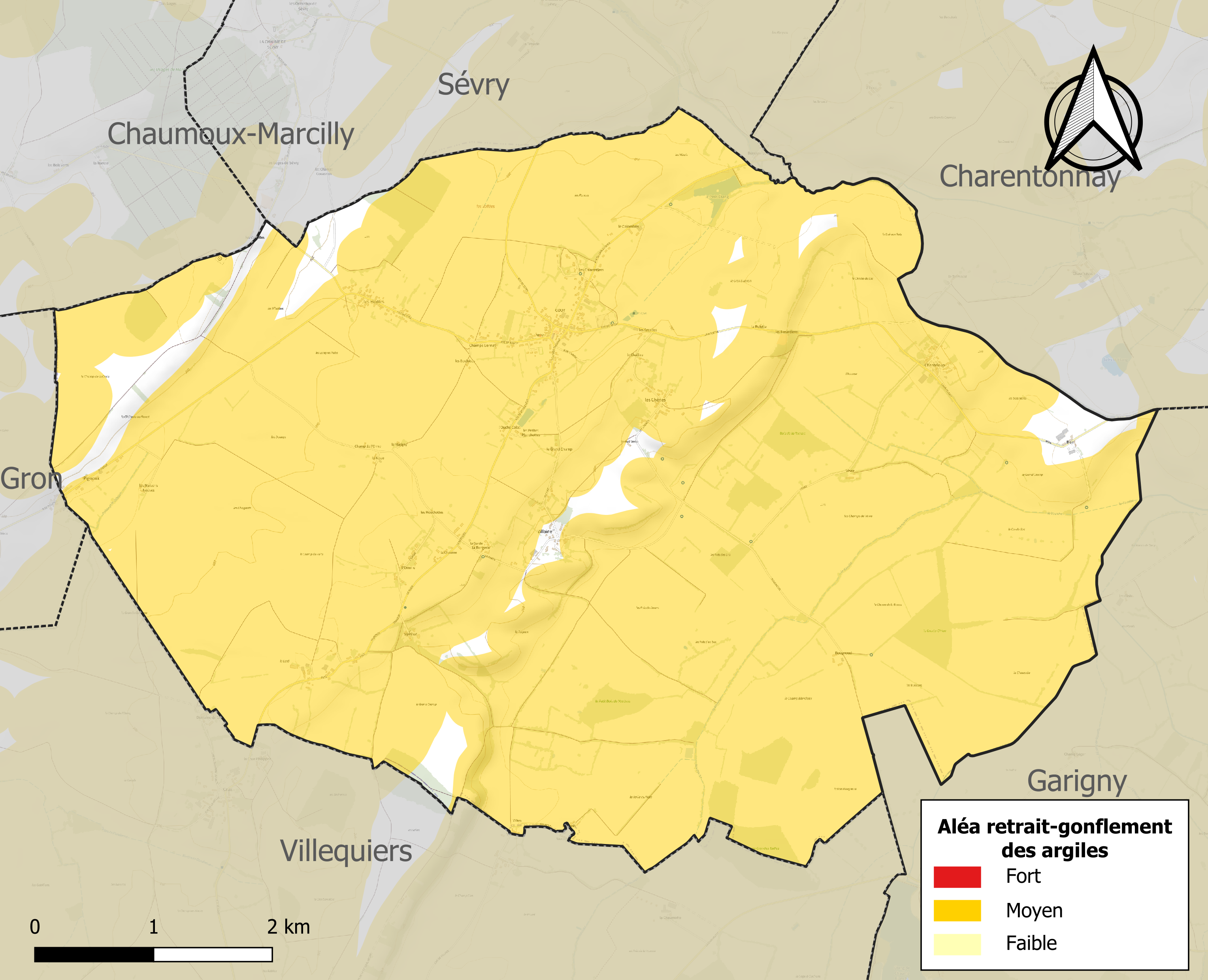
Carte des zones d'aléa retrait-gonflement des sols argileux de Couy.

La commune est vulnérable au risque de mouvements de terrains constitué principalement du retrait-gonflement des sols argileux. Cet aléa est susceptible d'engendrer des dommages importants aux bâtiments en cas d’alternance de périodes de sécheresse et de pluie. 95,4 % de la superficie communale est en aléa moyen ou fort (90 % au niveau départemental et 48,5 % au niveau national). Sur les 240 bâtiments dénombrés sur la commune en 2019, 226 sont en aléa moyen ou fort, soit 94 %, à comparer aux 83 % au niveau départemental et 54 % au niveau national. Une cartographie de l'exposition du territoire national au retrait gonflement des sols argileux est disponible sur le site du BRGM,.
Concernant les mouvements de terrains, la commune a été reconnue en état de catastrophe naturelle au titre des dommages causés par la sécheresse en 2018 et 2019 et par des mouvements de terrain en 1999.

## Histoire
L'histoire de la commune de Couy remonte à l'occupation gallo-romaine. Le VIe siècle marque ensuite l'époque mérovingienne, dont témoignent aujourd'hui quelques vestiges, notamment des sarcophages exhumés.
La paroisse de Couy est placée depuis le XIe siècle sous le patronage du Chapitre des chanoines de Sancergues.

## Politique et administration
| Période                                  | Période       | Identité          | Étiquette | Qualité   |
| ---------------------------------------- | ------------- | ----------------- | --------- | --------- |
| mars 2001                                | décembre 2011 | Bernard Bret      |           |           |
| janvier 2012                             | mai 2020      | Monique Fritsch   | DVD       | Retraitée |
| mai 2020                                 | En cours      | Philippe Policard |           |           |
| Les données manquantes sont à compléter. |               |                   |           |           |

## Démographie
L'évolution du nombre d'habitants est connue à travers les recensements de la population effectués dans la commune depuis 1793. Pour les communes de moins de 10 000 habitants, une enquête de recensement portant sur toute la population est réalisée tous les cinq ans, les populations de référence des années intermédiaires étant quant à elles estimées par interpolation ou extrapolation. Pour la commune, le premier recensement exhaustif entrant dans le cadre du nouveau dispositif a été réalisé en 2004.

En 2022, la commune comptait 376 habitants, en évolution de +7,12 % par rapport à 2016 (Cher : −2,48 %, France hors Mayotte : +2,11 %).
| 1793 | 1800 | 1806 | 1821 | 1831 | 1836 | 1841 | 1846 | 1851 |
| ---- | ---- | ---- | ---- | ---- | ---- | ---- | ---- | ---- |
| 647  | 632  | 568  | 681  | 764  | 811  | 813  | 813  | 842  |

| 1856 | 1861 | 1866 | 1872 | 1876 | 1881 | 1886 | 1891 | 1896 |
| ---- | ---- | ---- | ---- | ---- | ---- | ---- | ---- | ---- |
| 831  | 858  | 857  | 894  | 904  | 887  | 850  | 863  | 834  |

| 1901 | 1906 | 1911 | 1921 | 1926 | 1931 | 1936 | 1946 | 1954 |
| ---- | ---- | ---- | ---- | ---- | ---- | ---- | ---- | ---- |
| 762  | 771  | 761  | 644  | 600  | 595  | 564  | 477  | 460  |

| 1962 | 1968 | 1975 | 1982 | 1990 | 1999 | 2004 | 2006 | 2009 |
| ---- | ---- | ---- | ---- | ---- | ---- | ---- | ---- | ---- |
| 451  | 417  | 371  | 305  | 308  | 334  | 356  | 361  | 381  |

| 2014 | 2019 | 2022 | - | - | - | - | - | - |
| ---- | ---- | ---- | - | - | - | - | - | - |
| 356  | 363  | 376  | - | - | - | - | - | - |

## Culture locale et patrimoine

### Lieux et monuments
- Église Saint-Martin.

### Personnalités liées à la commune

#### Fait divers
Guy Bordenave 39 ans et son compagnon Luc Amblard 56 ans, propriétaires de la société de spectacles « Bourges Gala », sont enlevés et séquestrés dans leur maison dans la nuit du 7 au 8 mars 2009. Ils sont retrouvés le 4 juin 2009 sur une rive de la Loire à La Charité-sur-Loire. Ils ont été enterrés vivants face-à-face par Christophe Rayé et Claude Juillet, beau-frère de Guy Bordenave. Leur motivation est crapuleuse et homophobe. Cette affaire criminelle est décrite dans les émissions télévisées Faites entrer l'accusé, Enquêtes criminelles : le magazine des faits divers et Crimes.

### Héraldique
| Blason de Couy | Les armes de Couy se blasonnent ainsi : Parti : au 1er de gueules à l'église du lieu d'argent, de demi-profil en perspective, le portail à dextre, au 2e de sinople à la chèvre d'argent, le tout sommé d'un chef d'argent chargé de deux fasces ondées d'azur. |